# Fred Stelzig
Fred Stelzig (* 13. April 1923 in Hundorf, Tschechoslowakei; † 16. Juli 2006 in Besigheim) war ein deutscher Maler.

## Leben
Fred Stelzig wurde 1923 als Sohn des Porzellanmalers Alfred Stelzig und seiner Frau Franziska im sudetendeutschen Hundorf geboren. Er besuchte die Fachschule für Keramik und verwandtes Kunsthandwerk, Abteilung Malerei, in der Kreisstadt Teplitz-Schönau. 1941 wurde er zur Wehrmacht eingezogen. Dort lernte er seine spätere Frau Annelies Bücking kennen, die beim Nachrichtendienst tätig war. 1945 geriet Fred Stelzig für kurze Zeit in sowjetische Kriegsgefangenschaft. Nach seiner Entlassung heiratete er und ließ sich in Besigheim, dem Heimatort seiner Frau, nieder. Ab 1946 besuchte er die Freie Kunstschule in Stuttgart und absolvierte anschließend ein Gaststudium an der Staatlichen Akademie der bildenden Künste im Fachbereich Keramik. 
Nach intensiver Beschäftigung mit finnischem Design und Kunsthandwerk und zwei Finnlandreisen in den 50er Jahren, wandte sich Fred Stelzig neben der Malerei der Kunst am Bau zu. Hierfür verwendete er meist Keramik, arbeitete aber auch mit Holz und anderen Materialien. Er begann außerdem Wandteppiche zu entwerfen, die seine Frau webte und knüpfte. Das Ehepaar pflegte gute Bekanntschaft zu vielen Künstlern der Umgebung, unter anderem zu Walter Strich-Chapell und Richard Duschek, und nahm aktiv am kulturellen Leben der Maler-Stadt Besigheim und der Region teil. In den 60er Jahren beteiligte sich Fred Stelzig an mehreren Ausstellungen der Neuen Stuttgarter Sezession in Stuttgart und Straßburg. 1967 entdeckte Fred Stelzig den naiven Künstler Josef Wittlich und machte ihn bekannt.
Zeitlebens waren Reisen für Fred Stelzig eine wichtige Inspirationsquelle. In seiner Malerei, die sich vom Gegenständlichen immer mehr zum Abstrakten entwickelte, blieb die Landschaft stets das wichtigste Sujet. 
1993 fand noch zu Lebzeiten eine umfassende Retrospektive im Kunstverein Ludwigsburg statt.
2006 starb Fred Stelzig in seinem Haus in Besigheim.

## Einzelausstellungen (Auswahl)
- 1958: Stuttgart, Gewerkschaftshaus
- 1968: Ludwigsburg, Galerie 67
- 1969: Karlsruhe, Bauzentrum Gössel
- 1974: Besigheim, Rathaus
- 1977: Ludwigsburg, Kunstverein, Villa Franck
- 1979: Bietigheim, Hornmoldhaus
- 1982: Stuttgart, Galerie Dorn
- 1993: Ludwigsburg, Kunstverein, Villa Frank
- 1993: Besigheim, Galerie im Dreigiebelhaus
- 2013: Besigheim, Rathaus
- 2013: Städtische Galerie Bietigheim

## Kunst am Bau (Auswahl)
- 1975: Kur- und Kulturzentrum Bad Buchau
- 1975: Sitzungssaal der SSB Stuttgart (Holzintarsien)
- 1978: U-Bahn-Haltestelle Neckartor in Stuttgart (Emailarbeiten)
- 1989: Alte Kelter Besigheim

## Auszeichnungen
- 1951, 1953 und 1954: Preisträger im Württembergischen Kunstpreis der Jugend
- 1968: Staatspreis Gestaltung Kunst Handwerk des Landes Baden-Württemberg

gemeinsam mit Annelies Stelzig:
- 1965: Staatspreis der bayerischen Staatsregierung
- 1966: Preis der Ausstellung Internationales Kunsthandwerk
- 1978: Staatspreis Gestaltung Kunst Handwerk des Landes Baden-Württemberg